# Starkes Verb
Die starken Verben (Abkürzung stV u. ä.) bilden eine eigene Gruppe in allen germanischen Sprachen, die sich von den schwachen Verben durch ihre Beugung unterscheidet. Ein starkes Verb zeichnet sich in erster Linie durch einen Ablaut, d. h. Wechsel des Stammvokals zwischen Präsens, Präteritum und Partizip Perfekt, aus. Der Begriff starkes Verb wurde von dem deutschen Sprachforscher Jacob Grimm um 1819 in die Sprachwissenschaft eingeführt.
Starke Verben werden in der deutschen Grammatik oft den unregelmäßigen Verben zugeordnet; dabei ist es umstritten, ob diese unregelmäßig sind, denn das System der starken Verben war – genauso wie das der schwachen – ursprünglich völlig regelmäßig, aber die Zahl der Ausnahmen und die Spaltung der sieben Klassen in Untergruppen führt dazu, dass man der Einfachheit halber im Sprachunterricht alle starken Verben als unregelmäßig betrachtet.

## Kriterien
Das primäre Kriterium eines starken Verbes ist der Ablaut, d. h. der Wechsel des Stammvokals. Der Ablaut ist ein altes Phänomen, welches bereits für die indogermanische Ursprache, von der u. a. die germanischen Sprachen abstammen, angenommen werden kann. Allerdings hat sich der Ablaut nur in den germanischen Sprachen zu einem System entwickelt, mit dem die Vergangenheit regelmäßig ausgedrückt werden kann. Ursprünglich gab es sechs sogenannte Ablautreihen, welche von den jeweils dem Stammvokal nachfolgenden Konsonanten abhingen. Im Neuhochdeutschen folgen einige Verben noch heute diesen sechs Ablautreihen; dazu kommt eine siebte Reihe, die nicht auf einem historischen Ablaut beruht, sondern u. a. ehemals reduplizierende Verben enthält. Eine Übersicht der Ablautreihen mit deutschen Verbformen:
| Ablautreihe | Stammvokal (Präsens) | Ablaut (Präteritum) | Ablaut (Partizip Perfekt) |
| ----------- | -------------------- | ------------------- | ------------------------- |
| I. Reihe:   | treiben              | trieb               | getrieben                 |
| II. Reihe:  | fliegen              | flog                | geflogen                  |
| III. Reihe: | trinken              | trank               | getrunken                 |
| IV. Reihe:  | stehlen              | stahl               | gestohlen                 |
| V. Reihe:   | geben                | gab                 | gegeben                   |
| VI. Reihe:  | graben               | grub                | gegraben                  |
| VII. Reihe: | fangen               | fing                | gefangen                  |

Diese sieben Ablautreihen sind jedoch in der Geschichte der deutschen Sprache so gründlich zerfranst worden, dass es laut Duden-Grammatik heute 173 Verben in rund 40 Ablautreihen im Deutschen gibt, die vielfach nur jeweils ein Verb enthalten, so dass das Ablautsystem nicht mehr als regelmäßig wahrgenommen wird. Deshalb werden ablautende bzw. starke Verben heute in der Schule als unregelmäßige Verben erlernt. Ähnliches gilt für die anderen germanischen Sprachen. Ein Vergleich des Verbs trinken in den germanischen Standardsprachen:
| Sprache         | Infinitiv     | Präteritum | Partizip Perfekt |
| --------------- | ------------- | ---------- | ---------------- |
| Deutsch         | trinken       | trank      | getrunken        |
| Niederländisch  | drinken       | dronk      | gedronken        |
| Niederdeutsch   | drinken       | drunk      | drunken          |
| (West)Friesisch | drinke        | dronk      | dronke           |
| Englisch        | drink         | drank      | drunk            |
| Dänisch         | drikke        | drak       | drukket          |
| Schwedisch      | dricka        | drack      | druckit          |
| Norwegisch      | drikke/drekke | drakk      | drukket          |
| Isländisch      | drekka        | drakk      | drukkið          |
| Färöisch        | drekka        | drakk      | drukkið          |

### Weitere Kriterien
Außerdem unterscheiden sich deutsche starke Verben von schwachen Verben wie folgt:
- Sie weisen i-Umlaut im Präsens Indikativ der 2. und 3. Person Singular auf: ich fahre – du fährst – er fährt – wir fahren – ihr fahrt – sie fahren.

Dieses Kriterium betrifft nur Verben mit dunklem Stammvokal (hauptsächlich a/ä; au/äu in laufen und saufen sowie o/ö in stoßen) – dagegen ohne Umlaut: kommen, hauen, rufen sowie sog. halbstarke Verben wie mahlen und salzen. Einen weiteren Sonderfall stellt saugen dar, das auch nicht umgelautet wird, da diese Formen dann mit denjenigen von säugen zusammenfielen.
- Starke Verben mit Stammvokal e (ä) zeigen ebendort Stammvokal i (ie): ich gebe – du gibst – er gibt – wir geben – ihr gebt – sie geben.

Dieser Vokalwechsel findet, anders als der Umlaut, auch im Imperativ Singular statt: gib! vs. gebt! Allerdings gibt es auch von diesem Stammwechsel Ausnahmen (z. B. scheren sowie die völlig unregelmäßigen Verben gehen und stehen).
- Das Partizip Perfekt wird ebenso wie bei schwachen Verben mit dem Präfix ge- gebildet, allerdings nicht mit dem Suffix -t (z. B. geliebt), sondern mit dem Suffix -en (z. B. getrieben).

## Starke Verben im Deutschen
Starke Verben sind im Deutschen – wie in einigen anderen Sprachen – durch Wechsel des Stammvokals gekennzeichnet (Ablaut), wie beispielsweise bei singen – sang – gesungen oder treffen – traf – getroffen, wobei die Vokaländerungen historisch erklärbaren Mustern folgen und keinesfalls beliebig sind.
Da die starken Verben ursprünglich einem klaren Muster folgten, haben die sieben starken Verbklassen im Neuhochdeutschen immer noch so viel Homogenität, dass man mit etwas Erfahrung mit der Sprache in sehr vielen Fällen die Beugungen vorhersagen kann. Begegnet einem ein Verb mit der Form K1eiK2en (etwa bleiben oder reiten), so kann man zwar nicht erkennen, ob es stark oder schwach gebeugt wird, weiß man aber, dass es stark ist, so erkennt man aus dem Stammvokal die Klasse 1 und kann erschließen, dass das Präteritum K1ieK2 (blieb) lauten muss, sofern der Konsonant K2 stimmhaft ist, bzw. K1iK2K2 (ritt), wenn K2 stimmlos ist. Ausnahmen sind die Verben leiden und schneiden.
In der Umgangssprache kann es vorkommen, dass aus schwachen Verben starke Partizipformen gebildet werden, zum Beispiel sind im süddeutschen Sprachgebrauch die Formen gewunschen (statt gewünscht) oder geschalten (statt geschaltet) oder teilweise geschnien/geschnieben (statt geschneit) verbreitet. Ebenfalls als umgangssprachlich gelten manche regelmäßige Konjugationsformen im Präsens, wie etwa bei den Verben halten/laden die Formen er haltet/ladet statt er hält/lädt.